# 大槻翔太
大槻 翔太（おおつき しょうた、1986年12月17日 - ）は、日本の男性キックボクサー。東京都渋谷区出身。新日本キックボクシング協会、伊原道場所属。
褐色の肌に口髭、パーマヘアーがトレードマーク。
やるかやれるかの男気溢れるファイトで躍動感あるアグレッシブな戦いをするファイター。
元新日本キックボクシング協会ウェルター級1位

## 来歴
2009年10月25日、新日本キックボクシング協会のリングでプロデビュー。
2011年11月20日、新日本キックボクシング協会「KICK Insist」で白木伸美に勝利し、日本フェザー級7位にランクインされる。
2012年9月11日、最新ランキング発表にて日本ウェルター級8位にランクインされる。
2013年3月10日、新日本キックボクシング協会「MAGNUM 31」でNJKFウェルター級2位のテヨンと対戦。
試合開始からスピードのあるワンツーで先手を取ると、右ストレートをクリーンヒットしてダウンを奪う。ダメージのあるテヨンにパンチをまとめ、最後も右ストレートでノックアウト。NJKFとの新鋭ランカー対決に勝利した。
2015年1月11日、新日本キックボクシング協会「WINNERS 2015 1st」で日本ウェルター級1位のロッキー壮大と対戦。
試合序盤からパンチを振り回してプレッシャーをかけていき、右フックでダウンを奪う。何とか立ち上がったロッキーに最後は左右のコンビネーションからの右ストレートでノックアウト。上位ランカーを相手に豪快に勝利した。
尚、この大会のMVPも受賞した。。

## 戦績
| キックボクシング 戦績 | キックボクシング 戦績 | キックボクシング 戦績 | キックボクシング 戦績 | キックボクシング 戦績 | キックボクシング 戦績 | キックボクシング 戦績 |
| --------------------- | --------------------- | --------------------- | --------------------- | --------------------- | --------------------- | --------------------- |
| 21 試合               | (T)KO                 | 判定                  | その他                | 引き分け              | 無効試合              |                       |
| 15 勝                 | 11                    | 4                     | 0                     | 1                     | 0                     |                       |
| 5 敗                  | 4                     | 1                     | 0                     | 1                     | 0                     |                       |

| 勝敗 | 対戦相手     | 試合結果                               | 大会名                                         | 開催年月日     |
| △    | ツトム       | 3R終了 判定1-0                         | 新日本キックボクシング協会「MAGNUM 42」        | 2016年10月23日 |
| ○    | 左禅丸       | 2R 1:21 KO（左フック）                 | 新日本キックボクシング協会「TITANS NEOS 19」   | 2016年4月17日  |
| ○    | MASATO       | 1R 1:25 KO（右ストレート）             | 新日本キックボクシング協会「MAGNUM 39」        | 2015年10月25日 |
| ×    | 白神武央     | 1R 2:50 KO                             | 新日本キックボクシング協会「MAGNUM 38」        | 2015年7月12日  |
| ○    | 田中克昌     | 1R 0:56 TKO（膝蹴りによる鼻の負傷）    | 新日本キックボクシング協会「MAGNUM 37」        | 2015年3月15日  |
| ○    | ロッキー壮大 | 1R 1:39 KO（右ストレート）             | 新日本キックボクシング協会「WINNERS 2015 1st」 | 2015年1月11日  |
| ○    | 前田将貴     | 1R 2:48 KO（3ダウン:パンチ連打）       | 新日本キックボクシング協会「TITANS NEOS 16」   | 2014年9月13日  |
| ○    | 継之助       | 3R終了 判定3-0                         | 新日本キックボクシング協会「MAGNUM 33」        | 2013年10月13日 |
| ×    | 栄基         | 2R 1:13 KO（右肘）                     | 新日本キックボクシング協会「BRAVE HEARTS 22」  | 2013年5月19日  |
| ○    | テヨン       | 1R 1:42 KO（右ストレート）             | 新日本キックボクシング協会「MAGNUM31」         | 2013年3月10日  |
| ○    | 岸本秀輝     | 1R 2:02 KO（右ストレート）             | 新日本キックボクシング協会「TITANS NEOS 12」   | 2012年9月15日  |
| ○    | Jun Da 雷音  | 3R終了 判定2-0                         | 新日本キックボクシング協会「MAGNUM 29」        | 2012年7月22日  |
| ×    | CAZ JANJIIRA | 2R 2:35 TKO（目蓋ｶｯﾄによるﾄﾞｸﾀｰｽﾄｯﾌﾟ） | 新日本キックボクシング協会「TITANS NEOS11」    | 2012年4月22日  |
| ○    | 竹本雄一     | 1R 1:40 KO（パンチ連打）               | 新日本キックボクシング協会「MAGNUM 28」        | 2012年3月11日  |
| ○    | 白木伸美     | 3R終了 判定2-0                         | 新日本キックボクシング協会「KICK Insist」      | 2011年11月20日 |
| ×    | 福岡直也     | 2R 2:49 KO（左フック）                 | 新日本キックボクシング協会「TITANS NEOS X」    | 2011年9月4日   |
| ○    | 渡久山ゆうた | 1R 1:03 KO（パンチ連打）               | 新日本キックボクシング協会「TITANS NEOS IX」   | 2011年4月17日  |
| ×    | 高橋昭仁     | 2R終了 判定0-2                         | 新日本キックボクシング協会「SLEDGE HAMMER-1」  | 2010年11月21日 |
| ○    | 石垣耕平     | 1R 0:36 KO（右フック）                 | 新日本キックボクシング協会「BRAVE HEARTS 14」  | 2010年8月29日  |
| ○    | 東和希       | 2R 0:39 KO（右ストレート）             | 新日本キックボクシング協会「MAGNUM 22」        | 2010年3月7日   |
| ○    | 岸菜貴史     | 2R終了 判定2-0                         | 新日本キックボクシング協会「MAGNUM 21」        | 2009年10月25日 |